# Аргуновская волость
Аргуновская волость — историческая административно-территориальная единица в составе Переяславль-Залесского уезда, позже в составе Киржачского и Покровского уезда Владимирской губернии. Существовала до 1924 года.

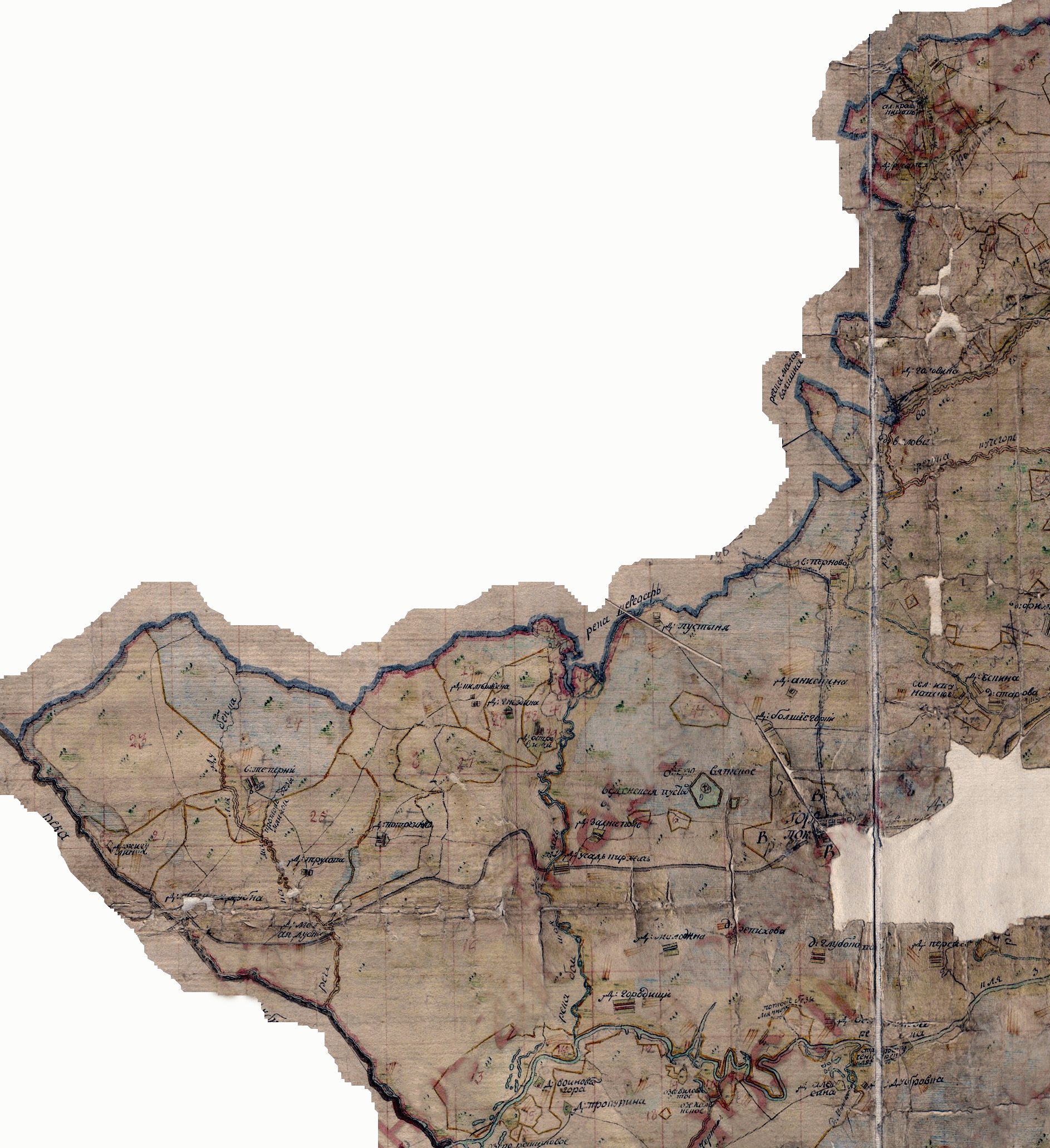
Южная часть Аргуновской волости. Фрагмент карты Покровского уезда Владимирской губернии 1780—1790 гг

## Топоним
Название Аргуновской волости в документах конца XVI века писалось через «о» и через «а». В рукописи правой грамоты царя Михаила Фёдоровича 1618 года Троице-Сергиеву монастырю встречается написание «Варгуновская волость». Возможно это не ошибка, а отголоски более древнего названия поселения. Название Оргуново может быть сокращение от Воргуново, а Воргуново в свою очередь могло произойти от зырянского слова «ворга» (болотистая кустарниковая лощина, залив или пролив по лощине, жёлоб, русло).
С другой точки зрения название многих известных деревень Аргуново и фамилии Аргуновы образовалось наиболее обычным для Руси способом - от имени одного из жителей деревни (сравн. Степаново, Захарово, Павлово и т.п.). Древне-русское мужское собственное имя Аргун упоминалось в документах ещё XVI века: Аргун Митрофанов, Аргун Татьянин, Аргун Иванов, Федор-Аргун.(Тупиков Н. М. Словарь древне-русских личных собственных имён. - СПб, 1903 - С. 32).

## Границы
Предполагается, что в 1514 году Аргуновская волость граничила или располагалась рядом со следующими волостями: Багаевской, Артемьевской, Вохонской, Гулятинской, Кинельской, Марининской, Дубровской, Крисинской, Жегаловской и Сенежской волостями.

## Населённые пункты
- Дрочково (селище, конец XV века)[2]
- Андреевский погост (в 1628 году)[3].

По данным на 1905 год из книги Список населённых мест Владимирской губернии в Аргуновскую волость входили следующие населённые места:

Аргуново

Барсково

Барашево, лесная сторожка Мухановых

Ветчи

Вороново

Грибачиха (имение господ Мухановых)

Каменская лесная сторожка Мухановых

Лачуги

Лачугинская лесная сторожка Мухановых

Плотавцево

Родионово

Санино

Ляпинская лесная сторожка при деревне Санино

Санинская лесная сторожка при деревне Санино

Старосельская мельница

Старое Сельцо

Старосельская лесная сторожка Мухановых

Цепнино

При Цепнине Мухановский кирпичный завод

## История
Дворцовые земли Переславского уезда Московского царства, расположенные вокруг Александровской слободы, носили название волостей Окружной и Аргуновской.
Документированная история Аргуновской волости начинается с Воиновогорского Успенского монастыря расположенного возле деревни Воинова Гора (Войново-Гора) в Московской области. В начале XV века эта территория входила в Аргуновскую волость. Первое упоминание волости (в письменных источниках того времени «Оргуновская») содержится в жалованной грамоте Василия II Успенскому монастырю от 1 марта 1436 года. В грамоте сказано:

«А волостели мои аргуновские и их тиуны в ту деревню Тимошинскую к тутошним людям и старожильцем и к пришлым — к окупленным не всылают ни по что, не судят ни в чём, опричь душегубства. А ведает их и судит игумен Зиновий з братьею или кому прикажет.»

В Аргуновской волости был домовый Антонов монастырь Покрова Богородицы, на реке Богоне. Относительно этого монастыря есть прямое указание, что первоначально он был вотчинным монастырем частных лиц, данным митрополичьему дому ктиторами, вероятно в середине XV века. B жалованной грамоте 1459 года митрополита Ионы говорится, что митрополит игумену «приказал тот монастырь строити, чтобы как тут всегда мое богомолье было, и на церковные земли приказал есмь людей звати, что подавали те земли в дом Пречистой... Филипп Марков сын Багонского да братанич его Лев чернец». Через два года митрополит Феодосий поставил Льва Багонского игуменом и дал новую жалованную грамоту. Предполагается, что монастырь располагался в селе Покров на реке Большой Киржач. В 1627—1629 годах монастырь был пуст, «стояла пустая без образов Покровская церковь и расположенное вблизи его село было тоже пусто; к нему тянули пустоши: Свеславлево на рчке Бачевке, Данилкова на той же рчке, Исайцево, Березки на верховье Богоны, Карелино на той же рчке, Марково на той же рчке, Остафьево на Богоне, Кишкино — итого 13 пустошей».
В судебных делах имеется запись о том, что в 1490-х годах крестьяне Аргуновской волости Т. Мамухин и К. Данилков, поселившись на селище Дрочкове, стали косить луг Дудорова Лука, ссылаясь на то, что якобы «тот луг тянет к тому селищу». В эти же годы эти двое крестьян, поставив деревню на спорной земле и начав обрабатывать пашню, считают естественным свое право и на сенокосные угодья той же деревни. В 90-х годах староста Аргуновской волости Митька Бердяй и «все христиане» дали Т. Мамухину и К. Данилкову селище Дрочково.
Из сотной грамоты писцов Богдана Васильевича Заболотского и подьячего Ермолая Петрова, которую датируют промежутком времени между 1578/79 и 1584 годами известно, что в состав Аргуновской волости входит 26 деревень, 159 дворов пашенных, 2 непашенных и 4 пустых, 163 крестьянина, 1125 четвертей пашни худой земли в поле, 3080 копен сена. Все эти деревни расположены в Аргуновском и Марковском лесах; часть волости выходит за пределы Переяславского уезда и лежит на территории соседнего Владимирского. Деревни Аргуновской волости имеют довольно крупные размеры: на каждую деревню приходится в среднем по 6 дворов и по 45 четвертей пашни. Размеры волостных деревень, значительно выросли по сравнению с концом XV — началом XVI веков, когда были типичны одно-, двудворные поселения. Грамота показывает некоторые моменты процесса роста деревень. Так, во время предыдущего описания в Марковском лесу была одна бортная дереревня Марково, а теперь деревня «расставилась» (образовала новые, отпочковавшиеся от неё поселения) и рядом с ней появилась ещё одна дереревня Дубровка и четыре починка. К моменту нового описания все эти поселения имели уже достаточно крупные размеры: в них было 38 дворов с 38 людьми, 360 четвертей пашни в поле, 880 копен сена. Крупные деревни, видимо, вообще характерны для второй половины XVI века. В деревне Омутище — 12 дворов с 13 человеками, в деревне Крутцы — 10 дворов с 11 человеками.
В XV—XVI веках Аргуновская волость — это черносошная крестьянская община, подчинённая в административно-правовом отношении великокняжеской администрации. В XV веке на территории Аргуновской волости расположены деревни оброчные, бортные, охотничьи, лесных сторожей, поместные и монастырские. Первичная основа волости — это собственно волостные («оброчные») и бортные деревни. Судя по сотной, их 18. Вторую группу деревень составляют деревни лесных сторожей и охотников. О деревнях лесных сторожей известно, что они ставятся по приказу дворцовой администрации «для государевых лесов бережения». Живущие в них лесные сторожа хотя и относятся, по-видимому, к волости (их земли волость считает своими), но занимают в ней особое положение — они не платят оброка, то есть не участвуют в волостном «розчете» тягла. Ещё меньше, по-видимому, связаны с волостью охотничьи деревни, расположенные на волостной территории. Поместные деревни, оставались в составе волости и вместе с другими волостными деревнями тянули тягло. Основные их отличия от крестьянских волостных деревень в податном отношении — освобождение от плат волостелю и его людям. Вместо этого они платят «доходы» помещикам.
В XV—XVI веках, отдельные члены волости самовольно распоряжаются своей землей, выводя её из волости и передавая в руки феодала (светского или монастыря). Такими людьми оказываются те члены волости, которые занимают в ней особое положение — те инородные элементы, которые образованы здесь дворцовой администрацией (лесные сторожа и охотники). В XV веке Покровский монастырь имел в Аргуновской волости 6 деревень с 12 дворами: в одной 5 дворов, в двух по 2, в трех по одному. Из грамоты 1514 г. узнаем, что власти Троицкого Сергиева монастыря жалуются на «аргуновских христиан» — «на старосту на Васка, да на Лукьяника на Сафронова сына, да сына его Фильку, да на Васка на Федотова сына, да на Калинку на Осташова сына», — «что деи у них вступаются в их землю Воиновского монастыря, да с тое деи земли их жита, ржи и яри, свезли: 30 копен ржи да 20 копен овса, да на той деи их земли и избу поставили сильно, а называют деи ту землю — великого князя землею к Оргуновскому селу». Когда же старец Михайло с тремя воиновскими крестьянами приехал «к тому старосте к Васку да его товарищем с изветом», то «староста с товарыщи» старца и его крестьян «били и грабили», причем старец насчитал грабежу на 2 руб. с четвертью.
В XVI веке деревни Аргуновской волости не знали вытной раскладки: «Хто больши пашет, тот больши и тягла платит по розчету». Вместо деления на равные доли-выти как единицы податного обложения в феодальных селах и деревнях у крестьян аргуновской деревни был свой «розчет» повинностей в зависимости от конкретных размеров пашни. Податной единицей была волость или её подразделение — группа деревень (бортные деревни в Марковском лесу). Тягло накладывалось на эту единицу в целом, а далее шли уже крестьянские «розчеты», не отражавшиеся в правительственных документах и предполагающие наличие соответствующей достаточно авторитетной волостной крестьянской организации.
Повинности крестьян (до отмены кормлений) 50-х годов XVI века делятся на три основные группы: оброк за ямские деньги, посошные деньги и ямчюжное дело; оброк (денежный и натуральный) за рыбные ловли, бобровые гоны и бортные ухожаи; платежи княжеской администрации. Первая группа — это основные государственные прямые налоги, платящиеся в той или иной форме всеми непривилегированными людьми. Вторая группа платежей связана с эксплуатацией угодий и со спецификой лесной волости. Эти платежи можно назвать оброком, почему и деревни Аргуновской волости сотная называет «оброчными». С медвяным оброком связаны генетически платежи владимирскому ключнику — пошлины с каждого пуда мёда, поминки и «от отписи». Третья группа платежей это волостелин корм — плата волостелю и его административному аппарату. В период опричнины, широких земельных раздач на территории Аргуновской волости не производилось и территория волости заметно не уменьшилась. C конца 1550-х и до начала 1580-х годов (в канун опричнины, во время её и после её отмены) значительно увеличиваются платежи крестьян и одновременно с этим нарастает зависимость волости от дворцовой администрации. Отмена кормлений в конце 1550-х годов привела к изменению в платежах аргуновских крестьян. До отмены кормлений с 18 деревень «давали крестьяне властелем и их пошлинником корму въезжего» на сумму 6 рублей 10 алтын без деньги. «Откуп после отставления кормленщиков» составил с тех же деревень 34 рублей 29 алтын, 2 деньги.
В начале 1580-х годов на территории волостной земли существовали и поместья: межевальная 1584 г. упоминает «великого князя поместную землю Темира Корзина» и «землю государеву поместья Семейки Мячкова».
В XVI веке происходит массовое превращение волостных земель в феодальные вотчины и поместья. Позднее, в начале XVII века, земли на Киржаче и Шерне были использованы правительством для создания новых поместий и для вознаграждения служилых людей вотчинами за московское и троицкое «осадное сидение».
Согласно межевой книге 1592/93 годов, в Кодяеве стане и Марининой Слободе Борисоглебского стана расположены троицкое село Мячково с многочисленными деревнями и землями зависимого от Троицы Благовещенского Киржачского монастыря. Соседями их являются: «государевы» Аргуновская и Марининская волости (остатки чёрных земель); «государевы земли» (отдельные села и деревни); патриаршие земли — старинный домен патриаршего (митрополичьего) дома, волости Романовская и Каринская; земли московского Новоспасского монастыря (село Новоселки с деревнями); вотчина А. Ф. Нагого (сельцо Клобуково); поместья Б. Аисина (сельцо Бобково с деревнями), татар братьев Александра и Афанасия (деревня Чепасово), Н. Всесвятского (пустошь Фофаново), немчина 3. Ломиноса (пустоши Брюханово и Старостине); без обозначения статуса владения — земли Оксиньи Федоровой жены Молвяниновой (село Смолнево) и князя Д. Шуйского (дереревня Курбатово). Межевая книга упоминает здесь также бывшую вотчину И. Г. Нагого (отданную Киржачскому монастырю), бывшее поместье Чемодуровых (пустошь Жилина) и ряд поместных земель без обозначения владельцев и «пустотных» земель. Основная масса землевладельцев 1590-х годов — новые люди, только Аисины и Нагие относятся к старым фамилиям. Остальные феодалы этого района, известные по старым актам, по-видимому, потеряли свои земли не позднее 1570-х годов: после этого времени их имена не встречаются ни в актах, ни в десятнях, ни в писцовых книгах 1620-х годов. Относительно некоторых из них есть прямое указание, что они пострадали в период опричнины. Имена некоторых старых киржачско-шерненских вотчинников встречаются в конце XVI века среди помещиков южных уездов: в Каширском уезде — Леонтьевы, Мещериновы и Тутолмины, Тутолмины также имеют поместье и в Веневе.
С начала XVI века Аргуновская волость относилась к Переславль-Залесскому уезду, Борисоглебскому стану, Марининской волости. По мнению Большаковой Н. В. граница Аргуновской волости Переславль-Залесского уезда с Владимирским уездом проходила не по реке Большой Киржач, в восточнее, по реке Шередарь. Административное деление — Борисоглебский стан и Марининская волость просуществовало не менее 200 лет. Всё это время Аргуновская волость и территории вокруг Покровского монастыря и Антониевой пустыни относились к этому стану и этой волости. Владимирская губерния основана согласно указу Екатерины II от 12 марта 1778 года. В этом году Аргуновская волость была переведена из Борисоглебского стана в Киржачский уезд Владимирского наместничества и оставалась там до ликвидации наместничества при Павле I в 1796 году. При Павле I Владимирское наместничество преобразовалось в губернию с 10 уездами. Аргуновская волость вошла в Покровский уезд и с конца 1796 года состояла в нём, вплоть до его ликвидации в 1921 году.

### Владельцы аргуновских деревень
Особенностью Аргуновской волости является то, что на протяжении всей её истории входящие в неё населённые пункты принадлежали в основном представителям знатных родов, близким высшим светским и духовным властям России. В 1514—1515 годах Аргуновской волостью распоряжался князь Андрей (Старицкий), позже боярин Глеб Иванович Морозов, старинный дворянский род Савёловых, граф В. Г. Орлов, Мухановы и многие другие.
Все без исключения владельцы аргуновских деревень жили либо в столицах в Москве и Петербурге, либо в других губерниях и уездах. Для многих владельцев аргуновские имения были лишь частью больших земельных дач.
- Корзин Темир, помещик Аргуновской волости, конец XVI века[2].
- Коротнев Матвей Богданов (или Семенов) сын, вотчинник Верхдубенского стана (деревня Аргуново), 1550-е годы[2].
- Мячков Семейка, помещик Аргуновской волости, конец XVI века[2].

## Волостное правление
Волостное правление располагалось в селе Аргуново.
В VI веке дворский великого князя судит суд о землях Аргуновской волости, при этом действует наряду со старостой. В 1490-х годах староста Аргуновской волости — Митька Бердяй. Староста Аргуновской волости в начале XVI века — Васько. Заболотский Богдан Васильев сын, дворовый сын боярский по Рузе и Волоку, писец Аргуновской волости во второй половине XVI века. Поливанов Дмитрий Михайлов сын, разъездчик Аргуновской волости, начало XVI века.
По данным на 1900 год: волостной старшина — Степан Иванович Милкин, писарь — Иван Матвеевич Монахов.
По данным на 1910 год: волостной старшина — Иван Андреевич Сергеев, писарь — Иван Казаков

## Население
В 1890 году Аргуновская волость Покровского уезда включает 5217 десятин крестьянской земли, 10 селений, 629 крестьянских дворов (10 не крестьянских), 3598 душ обоего пола.

## Промыслы

### Плотники и столяры
В конце 1850-х годов до 10 тысяч человек из деревень соседних с Аргуново уходили плотничать в Москву и Московскую область (в 1908 году — 83 %), Петербург, по всему Поволжью, в Казань, Николаев, Астрахань, Ростов и даже Одессу. Раньше в Покровском уезде было много своих лесов, но к концу XIX века их в значительной степени вырубили и многие работавшие на местах пильщики леса переквалифицировались в плотники. Столяры были заметно более высоко квалифицированы, чем плотники и выходили из тех же плотников в результате естественного отбора. Столяры в свою очередь разделялись на просто столяров и столяров по красному дереву. Последние исполняли лучшие отделочные работы. Грамотных среди плотников было 66,2 %, среди плотников-столяров — 72 %, среди столяров — 75,9 %.
Плотники и столяры уходили на отхожий промысел с ранней весны, с Пасхи. В Петров день Московские плотники возвращались домой в деревню и жили здесь до 20 июля или 1 августа. Потом опять
ехали в Москву и возвращаются домой в конце ноября или начале декабря, пребывали дома в святки и до масляницы, а потом опять уходили работать вплоть до страстной недели. Таким образом плотники и столяры работали в 3 срока: 1-й срок — 15 недель, второй — 13 и третий — 6.
В 1908 году плотник зарабатывал от 4 до 8 рублей в неделю, столяры на 1—2 рубля больше. Отдельно предоставлялось жилье и питание. Плотник средней квалификации зарабатывал в год 100—130 рублей, столяр 130—180 рублей. Плотник имеет инструментов на 9—12 рублей, столяр на 40—50 рублей; хорошие мастера-столяры на 100—120 рублей. Земельное хозяйство плотников и столяров, благодаря тому, что летние месяцы они большею частью проводили дома, велось сравнительно с другими промышленниками довольно хорошо.
Плотничьих и столярных подрядчиков в 1908 году в уезде до 365 человек. Подрядчики выходили из тех же рабочих в результате карьерного роста, делаясь сначала десятниками, а потом, постепенно переходили к самостоятельному поиску заказов. Обычно это пожилые люди.

### Производство лотков и совков
Производством лотков и совков занимались только в деревне Санино. Промысел этот существовал в Санино с незапамятных времен. Весьма вероятно, что перенят он был из-под Нижнего-Новгорода, где крестьяне издавна занимаются этого рода промыслом, а также и изготовлением всевозможных других изделий из дерева, и куда аргуновцы-плотники заходили плотничать. В конце XIX века этим в Санино занимались около 31 семьи, в 1908 году только 18 семей. До освобождения от крепостного права санинцы владели обширными лесами помещика, могли рубить их сколько хотели. Кроме дарового материала процветанию промысла в то время способствовало отсутствие железной дороги от Нижнего Новгорода. По большому Московскому тракту постоянно тянулись обозы с хлебом, а в Орехово-Зуево и в деревне Шалово (с 1977 года присоединена к рабочему посёлку Обухово Ногинского района Московской области). К началу XX века леса сократились, материал приходилось покупать, исчез местный рынок сбыта, а лотки и совки упали в цене.
Производством совков занимались только мужчины. Втроём работа разделялась так: один обтесывает берёзовые чурбаны снаружи, другой — выдалбливает внутри, третий — производит финишную обработку. Рабочий день начинался зимой с 5 утра, и продолжается до 8 часов вечера с 3-х часовым перерывом. Производством занимались непосредственно в жилых избах. Чистый доход от промысла — до 23 рублей в месяц на человека.

### Производство мебели
Производство мебели в деревне Санино и ближайших к ней деревнях (в основном в Родионово) появилось на рубеже XIX и XX века. К 1908 году промысел постоянно рос с улучшением спроса в Орехово-Зуево. Многие столяры и плотники ранее занимавшиеся отхожим промыслом стали оставаться дома занимаясь производством мебели. В 1908 году в одной деревне Санино мебель производили 11 семей круглый год и 7 семей только зимой. Делали дешёвую мебель среднего качества: стулья, столы, шкафы, кресла, гардеробы, диваны, комоды, кровати, сундуки, табуреты. Летом, во время полевых работ с Петрова дня и до Успенья, производством мебели не занимались. Рабочий день — 12-ти часовой. Древесина покупалась на корню в рощах, а ореховые фанерки выписывались из Москвы. Продажа готовых изделий происходила почти исключительно местным скупщикам или изделия поставлялись непосредственно в лавки Павловского Посада, Орехово-Зуево, или Богородска. Обычный дневной заработок мебельщика — 80 копеек.

### Производство тачек для землекопов
В 1908 году в Покровском уезде этим промыслом занимались только в деревне Санино и только две семьи. Этот промысел в Санино появился в только в самом конце XIX века.

## Основные исторические даты
- 1514 год. Наместником Аргуновской волости был князь Андрей Иванович Старицкий[1].
- 1520 год. Упоминание Аргуновской волости в писцовых книгах Переславль-Залесского уезда[1].
- 1565—1572 годы. Аргуновская волость была в числе опричных, руководимых из Александровской слободы[1].
- 1584 год. По писцовым книгам Московского государства Аргуновская волость при царе Фёдоре Ивановиче считается государевой[1].
- 1610—1620-е годы. Раздача дворцовых земель Аргуновской волости участникам двух московских «осадных сидений». Село Аргуново и 10 деревень к нему становятся вотчиной боярина Алексея Юрьевича Сицкого[1].
- 1644 год. Село Аргуново и 10 деревень составляющих основу волости, после смерти Сицкого А. Ю. переходят к его дочери Авдотье и её мужу, боярину Глебу Ивановичу Морозову. Г. И. Морозов добавил к вотчине деревню Барсково[9].
- 1666 год. Аргуновская вотчина, конфискованная после ареста боярыни Ф. П. Морозовой значится в ведомстве Приказа Тайных дел, который ведал государственными землями[1].
- 1676 год. Вотчинниками села Аргунова значатся три брата Савёловы, родственники патриарха Иоакима. С 1677 года, в течение своего почти 150-летнего владения аргуновскими деревнями шло раздробление вотчины в основном между потомками Тимофея Петровича Савёлова[9].
- 1708 год. По указу Петра I город Переславль-Залесский и уезд причислены к Московской губернии.
- 1778 год. Согласно указу Екатерины II Аргуновская волость переведена из Борисоглебского стана в Киржачский уезд Владимирского наместничества. Село Киржач переименовано в город Киржач[1].
- 1796 год. Аргуновская волость вошла в состав Покровского уезда Владимирской губернии[1].
- С 1821 года крупной владелицей аргуновских деревень была Александра Петровна Валуева, урождённая Ладыженская, действительная статская советница. Затем её дети Пётр и Елизавета (в замужестве Муханова). Елизавете Степановне принадлежали деревни Родионово, Полтавцево, Цепнино, Вороново, части Ветчей, Лачуг, Островищ, Килекшино, Сельца Сторого, вплоть до Крестьянской реформы 1861 года[9].
- 1881 год. Деревни Большие и Малые Горки отошли из Большегорецкой к Овчининской волости. Деревни Килекшино, Гнездино, Островищи к Покров-Слободской волости Покровского уезда[1].
- 5 января 1921 года. По постановлению ВЦИК от 5 января 1921 года Покровский уезд ликвидирован. Образован Орехово-Зуевский уезд Московской губернии, куда вошли 11 волостей Покровского уезда (в том числе Аргуновская и Овчининская волости). Остальные 11 волостей включены в Александровский уезд[1].
- 13 июня 1921 года. Вновь образован Киржачский уезд куда вошли Аргуновская и Овчининская волости из Орехово-Зуевского уезда[1].
- 1924 год. Постановлением ВЦИК от 8 мая ликвидирован Киржачский уезд и Кольчугинский район, а также Киржачская и Финеевская волости. Они переданы в Александровский уезд Владимирской губернии. Аргуновская волость расформирована и навсегда прекратила своё существование. Её деревни вошли в Овчининскую волость Александровского уезда Владимирской губернии[1].
- 1924—1929 годы. Деревни бывшей Аргуновской волости в составе Овчининской волости Александровского уезда Владимирской губернии относились к сельсоветам: Барсковскому, Ветчиевскому, Лачужскому, Родионовскому, Санинскому, Цепнинскому[1].
- 1926 год. В соответствии со всеобщей переписью населения село Аргуново, а также деревни Барсково и Старое сельцо числятся в Барсковском сельсовете; деревня Ветчи — в Ветчиевском; деревня Лачуги — в Лачужском; Родионово и Плотавцево — в Родионовском; Санино и местечко Малая Гребчиха — в Санинском; Вороново, Цепнино — в Цепнинском сельсоветах Овчининской волости Александровского уезда Владимирской губернии[1].
- 14 января 1929 года. Губернии преобразованы в области, при этом Владимирская губерния вообще ликвидирована. Образована Ивановская промышленная область с центром в городе Иваново-Вознесенск (с 1932 года — город Иваново). В составе этой промышленной области образован Александровский округ. Орехово-Зуевский уезд преобразован в Орехово-Зуевский округ Московской области. В него вошли город Покров и рабочий посёлок Петушки[1].
- 10 июня 1929 года. Киржачский уезд ликвидирован. Вместо него учреждён Киржачский район в составе Александровского округа Ивановской промышленной области. Ликвидирована Овчининская волость Александровского уезда[1].
- 10 июня 1929 года — 23 июня 1930 года. Деревни бывшей Аргуновской волости в составе Киржачского района Александровского округа Ивановской промышленной области[1].
- 23 июня 1930 года. Ликвидирован Александровский округ. Киржачский район стал самостоятельным[1].
- 1936 год. Ивановская промышленная область разделилась на Ивановскую область, куда вошла большая часть Владимирской губернии и Ярославскую область[1].
- 1936—1944 годы. Барсковский, Лачужский и Овчининский сельсоветы в Киржачском районе Ивановской области[1].
- 1944 год. Образована Владимирская область в составе 23 районов, в том числе Киржачского и Петушинского. Петушинский район перешёл из Московской области во Владимирскую в составе 14 сельсоветов и 6 сельсоветов бывшего Орехово-Зуевского района[1].
- 14 августа 1944 года — март 1945 года. Бывшие деревни Аргуновской волости числятся в Киржачском районе Владимирской области[1].
- 26 марта 1945 года. Упразднён Петушинский район Владимирской области[1].
- 26 марта 1945 года — 1954 год. Вновь образован Покровский район, в который из Киржачского района отошли 5 сельсоветов, в том числе Барсковский, Лачужский и Овчининский[1].
- 1954 год. Укрупнение сельсоветов по решениям Владимирского облисполкома[1].
- 1954—1960 годы. Сельсоветы Барсковский, Овчининский и Желудьёвский ликвидированы и объединены в новый Панфиловский сельсовет Покровского района Владимирской области[1].
- 1959 год. Лачужский сельсовет укрупнён за счёт Панфиловского и Киржачского[1].
- 1960—1963 годы. Панфиловский и Лачужский сельсоветы перешли в Петушинский район в связи с ликвидацией Покровского района[1].
- 1963 год. Панфиловский и Лачужский сельсоветы перешли в Собинский сельский район в связи с ликвидацией Петушинского района[1].
- 1964 год. Панфиловский и Лачужский сельсоветы в составе Петушинского сельского района[1].
- 1965 год. Владимирская область получила административное деление из 16 районов, в том числе Петушинского и Киржачского. Это административное деление сохраняется и сейчас. В Киржачский район отошли 9 сельсоветов, в том числе Финеевский. Панфиловский и Лачужский сельсоветы остались в Петушинском районе. Панфиловский сельсовет Петушинского района включал 13 деревень: Барсково, Большие Горки, Воскресенье, Вороново, Гостец, Желудево, Заболотье, Лакиброво, Малые Горки, Овчинино, Панфилово, Старое Сельцо, Цепнино[16].
- 1966 год. Деревня Лачуги Лачужского сельсовета переименована в деревню Красный Луч. Лачужский сельсовет переименован в Санинский[1].
- С 1966 года Санинский сельсовет Петушинского района Владимирской области включал 11 деревень: село Санино, посёлок Санинского комбината, посёлок железнодорожной станции Санино, Ветчи, Гнездино, Килекшино, Островищи, Красный Луч, Плотавцево, Родионово, Шиботово[16].